# Torilis elongata
Torilis elongata är en växtart i släktet rödkörvlar och familjen flockblommiga växter.

## Utbredning
Arten förekommer i medelhavsområdet och på Kanarieöarna.